# Tramwaje w Darmstadt
Tramwaje w Darmstadt (niem. Straßenbahn Darmstadt) – jeden z trzech systemów tramwajowych funkcjonujących na obszarze niemieckiego kraju związkowego Hesja. Według danych z 2018 r. po torowiskach o długości 42 km kursowało 9 linii tramwajowych. Większość przystanków tramwajowych znajduje się na terenie Darmstadt, mniejsza część w powiecie Darmstadt-Dieburg w Griesheim, Malchen, Seeheim-Jugenheim i Alsbach. Przewoźnikiem jest przedsiębiorstwo komunikacyjne HEAG mobilo działające na zlecenie organizatora Darmstadt-Dieburger Nahverkehrsorganisation (DADINA), będącego członkiem Rhein-Main-Verkehrsverbund. Tramwaje w Darmstadt nazywane są potocznie „Ellebembel”.

## Historia
W związku z intensywnym rozwojem miasta w wyniku rewolucji przemysłowej i zwiększającym się zapotrzebowaniem na przewozy pasażerskie, w 1885 r. rozpoczęto planowanie budowy sieci tramwajowej. Rok później otwarto dwie podmiejskie linie tramwaju parowego. W latach 1895–1897 przedsiębiorstwo Siemens & Halske zbudowało dwie linie miejskiego tramwaju elektrycznego. Przez wiele lat obydwa systemy funkcjonowały niezależnie i miały różnych właścicieli, co było przyczyną sporów dotyczących marginalizowania tramwajów elektrycznych, kursujących głównie bocznymi ulicami, przez parowe, obsługujące przystanki tramwajowe na głównych ulicach. W 1914 r. połączono obydwa systemy w jeden, a w następnych latach elektryfikacji poddano dotychczasowe linie tramwaju parowego. W dwudziestoleciu międzywojennym oddano do użytku szereg nowych torowisk tramwajowych. Rozwój transportu samochodowego po II wojnie światowej spowodował likwidację części linii tramwajowych i zastąpienie ich autobusami. W latach 00. i 10. XX wieku zmodernizowano i przedłużono niektóre linie tramwajowe.

## Linie
Stan z 25 marca 2020 r.
| Linia | Trasa                                          |
| ----- | ---------------------------------------------- |
| 1     | Eberstadt Frankenstein ↔ Hauptbahnhof          |
| 2     | Böllenfalltor ↔ Hauptbahnhof                   |
| 3     | Lichtenbergschule ↔ Hauptbahnhof               |
| 4     | Kranichstein Bhf ↔ Griesheim Platz Bar-le-Duc  |
| 5     | Kranichstein Bhf ↔ Hauptbahnhof                |
| 6     | Alsbach Am Hinkelstein ↔ Arheilgen Dreieichweg |
| 7     | Eberstadt Frankenstein ↔ Arheilgen Dreieichweg |
| 8     | Alsbach Am Hinkelstein ↔ Arheilgen Dreieichweg |
| 9     | Böllenfalltor ↔ Griesheim Platz Bar-le-Duc     |

## Tabor

### Współczesny
Stan z 25 marca 2020 r.
| Zdjęcie        | Typ              | Eksploatacja od | Liczba |
| -------------- | ---------------- | --------------- | ------ |
|                | LHB/Adtranz SB9  | 1994            | 30     |
|                | LHB/Adtranz ST13 | 1998            | 20     |
|                | LHB/Adtranz ST14 | 2007            | 18     |
| Łączna liczba: | Łączna liczba:   | Łączna liczba:  | 68     |

### Dawny
Niektóre typy tramwajów elektrycznych eksploatowanych dawniej w Darmstadt.
| Zdjęcie | Typ                   | Lata eksploatacji | Liczba |
| ------- | --------------------- | ----------------- | ------ |
|         | MAN ST1               | 1903–1962         | 16     |
|         | Fuchs SB1             | 1914–1965         | 10     |
|         | Gastell ST2           | 1897–1970         | 15     |
|         | MAN SB2               | 1920–1962         | 10     |
|         | Gastell ST3           | 1925–1965         | 18     |
|         | Gastell SB3           | 1927–1970         | 12     |
|         | MAN/Gastell ST4       | 1929–1979         | 12     |
|         | SB4                   | 1927              | 4      |
|         | Düwag ST5             | 1948–1976         | 5      |
|         | Uerdingen SB5         | 1948–1978         | 9      |
|         | Rathgeber ST6         | 1964–199?         | 13     |
|         | Rathgeber SB6         | 1964–199?         | 22     |
|         | DWM ST7               | 1961–1998         | 33     |
|         | Düwag SB7             | 1965–1995         | 12     |
|         | DWM ST8               | 1963–1998         | 7      |
|         | Westwaggon ST9        | 1969–1992         | 6      |
|         | Waggon Union/AEG ST10 | 1976–2008         | 8      |
|         | Waggon Union/AEG ST11 | 1982–2009         | 6      |
|         | Waggon Union/AEG ST12 | 1990–2015         | 10     |